# Lecose
Le Cose sono un gruppo musicale italiano fondato nel 2017. Hanno all'attivo un album, un ep e 4 singoli. I membri attuali del gruppo sono Bardot (sassofono), Il Barone (chitarra) Dario Marelli (chitarra), Mercalli (basso) e Andropompo figlio di Boro (batteria). 
1. ↑   Le Cose © The Thing International, su Le Cose © The Thing International, 17 giugno 2022. URL consultato il 19 agosto 2025.